# 浦戸藩
浦戸藩（うらどはん）は、土佐国（現在の高知県高知市浦戸）に存在した藩。藩庁は浦戸城。

## 概要
長宗我部元親は岡豊城を本拠地として四国のほぼ全域を制圧するが、豊臣政権の四国攻めによって挫折、その結果長宗我部家には土佐一国（領知石高24万8300石）が安堵された（四国国分）。
天正13年（1585年）の土佐安堵後、元親は大高坂城（後の高知城）を築いて移転して城下町経営を試みたが成功せず、天正19年（1591年）になって浦戸城に本拠を移した。ただし、近年では浦戸城は朝鮮出兵に備えた仮の拠点であって大高坂山城の整備も引き続き行われており、元親が大高坂城を放棄したとする説も江戸時代になって成立した話とする説もある。
ところが、九州攻めにおいて元親の嫡男信親が戦死した後、元親が四男の千熊丸を後継者に指名してこれに反対する家臣たちを粛清した。後に千熊丸は元服して盛親と名乗るとともに、戦死した兄・信親の娘を正室にすることで後継者としての正統性を得ようとしている。元親は盛親とともに長宗我部元親百箇条の制定など領内整備に尽力したが、慶長4年（1599年）に病死する。
ところが、前述の後継者指名における家臣粛清などから、豊臣政権は後継者である盛親に対する家督相続と所領安堵を正式に認めることがないまま、翌慶長5年（1600年）の関ヶ原の戦いを迎えることになってしまう。
長宗我部盛親は関ヶ原の戦いで西軍方についたとみなされた上、戦後処理の不手際もあって、慶長5年10月に土佐1国の没収が決定される。同年12月に新しく土佐を与えられた山内一豊は長宗我部氏旧臣の抵抗である浦戸一揆を鎮圧後、大高坂城を再び本拠地にすべく整備を進め、慶長8年（1603年）に大高坂城（後の高知城）に本拠地を移して浦戸城は廃藩となる（土佐藩山内家の成立）。
なお、旧藩主の長宗我部家は大坂の陣で豊臣軍について敗北、豊臣家滅亡後に盛親は捕縛されて処刑。この際に盛親の子息らも捕縛されて処刑され、嫡流は滅亡に追い込まれた。

## 歴代藩主

### 長宗我部家
- 幕藩体制以前に改易されているので、外様と言えるかどうか諸説ある。

1. 元親
2. 盛親

### 山内家
- 外様

1. 一豊